# Tűzkereszt

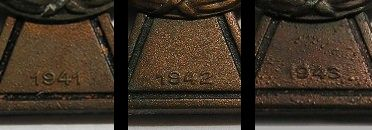
évszámok feltüntetése

A magyar tűzkereszt kitüntetés alapítására a korábbi katonai hagyományok folytatásaként, 1941 végén került sor.  Ekkor már látszott, hogy a részleges revíziót kísérő kisebb-nagyobb harcérintkezéseket felváltja majd egy totális, az egész országot érintő háború és a katonák harci moráljának fokozása érdekében szükségessé vált az elismerések körének bővítése.

## Az elismerés története
Magyarország 1919–1945 között között viszonylag kevés katonai kitüntetést alapított viszont a második világháborús események indokolttá tették, hogy a harcban résztvevők elismerésére kitüntetések kerüljenek alapításra. A hadvezetés által a megvalósított revíziós törekvésekkel párhuzamosan emlékérmeket adományozott a Felvidéki Emlékérem (1938), majd az Erdélyi Emlékérem (1940), és legvégül a Délvidéki Emlékérem (1941) formájában. A vitézségi tettek elismerésére 1939-ben követve a hagyományokat a legénységi állományúak részére négy fokozattal megalapításra került a Magyar Vitézségi Érem, majd 1942-ben a Magyar Tiszti Arany Vitézségi Érmet is alapítottak a tiszti állomány részére. A Szovjetunió megtámadása után, 1941. november 24-én megalapításra kerül a Tűzkereszt, mely harctéri kitüntetés és a fegyveres frontszolgálatért, a haza védelmében szenvedett sebekért és rokkantságért adományozták.

### Korábbi Tűzkeresztek
Tűzkereszt kitüntetést több országban is harcban részt vevő katonák elismerésére hozták létre. Egyik első tűzkeresztet 1814-ben a Napóleon felett aratott győzelem mámorában I. Ferenc alapította és a zsákmányolt francia ágyúk anyagából készítették a kereszteket. Ismert Tűzkereszt, az 1934-ben Belgiumban alapított emlékkereszt, melyet azok a belga katonák kapták meg, akik már rendelkeztek az első világháborúban megszerzett tűzkeresztséggel. A magyar 1941. évi alapítás során egy olyan korábbi osztrák-magyar hagyományokat követő kitüntetés alapítására került sor, amely a második világháború résztvevői számára egyetlen keresztbe egyesítette a katonák által még a monarchiás időkben megismert Károly-csapatkeresztet, a Sebesültek Érmét és a különböző háborús emlékérmeket.

## A Tűzkereszt adományozásának szabályai
Az adományozásáról az 1941. november 24-én kiadott „Alapszabályok, alapszabály-kiegészítések és a Végrehajtási határozatok rendelkezik”, melyet a kormányzó hagyott jóvá.
A magyar kitüntetési rendszerben a Tűzkereszt alapításával megalkották a korábban hiányzó elemet, amelyre háborús tevékenységünk miatt volt szükség. Az alapszabályok szövege szerint is Háborús Emlékérem és az osztrák-magyar Károly-csapatkereszt utódjának szánták. A kitüntetést maga vitéz nagybányai Horthy Miklós kormányzó is viselte.
Ugyanakkor a Tűzkereszt a Sebesültek Érmét is hívatott volt helyettesíteni, mivel a sebesülések számát a kitüntetés szalagjára illesztett pántokkal rendelték jelezni. Újdonságként jelentkezett, hogy három fokozatot alapítottak, amely az emlékérméknél is differenciáltabb adományozást tett lehetővé. Az első, kardokkal és koszorúval díszített fokozat eléréséhez a hadműveletekben való tényleges és fegyveres részvételt írták elő (ezt azonban kiterjesztik a fegyvert ragadó nem harci állományra és a polgári lakosságra is). A második fokozat elnyeréséhez a hadműveleti területre kivonuló hadseregen belüli, a harmadikhoz pedig a hátországban mozgósított hadseregen belüli szolgálati beosztás a feltétel, beleértve a polgári alkalmazottakat is. Ugyancsak jogosult a harmadik fokozatra a hátországban megsebesült polgári személy is. A Tűzkeresztek első adományozására ezért már csak 1943-ban került sor. Az alapszabály a kitüntetés elnyeréséhez szükséges szolgálati idő megállapításával maradt adós, és ez a helyzet egészen az 1943. február végén megjelent kiegészítésig fent állt. Az alapszabályok szerint minden egyes hadjáratért külön Tűzkereszt adományozandó a hadjárat évszámával megjelölt érme formájában.
Ennek megfelelően külön Tűzkereszttel jutalmazták az 1941-es oroszországi, az 1942-es oroszországi és az 1943-as oroszországi hadjáratokban résztvevőket, akik ezeket akár együtt is viselhették. Az 1943 utáni időszak már egyetlen, folyamatos hadjáratnak minősült, így az 1944-es és 1945-ös év kitüntetettjei valamennyien 1943-as évszámú Tűzkereszteket kaptak, az 1943-ban egyszer már kitüntetettek pedig újabb, azonos fokozatú Tűzkeresztért már nem folyamodhattak.

### Hősi halottak elismerése
Az elesett katona legközelebbi hozzátartozója is igényelhette, melyet ez esetben fekete szalagon viselték. Erre korábban Magyarországon nem volt gyakorlat, bár számos alkalommal tüntettek ki katonákat haláluk után. A kitüntetéseket ilyen esetben a hozzátartozóknak adták át, azonban a családtagok ezek viselésére nem voltak jogosultak. Ezzel szemben a Tűzkereszt azon fokozatát adták át a hozzátartozónak, amelyet az elhunyt kiérdemelt, a megfelelő évszámmal és ezt már lehetett viselni is. Szigorúan szabályozták, viszont azt, hogy mely hozzátartozó viselheti a kitüntetést: elsősorban a fiúgyermek, özvegy vagy szülő jöhetett szóba, de kérelmezhette a kitüntetést leánygyermek, testvér, sőt menyasszony is. A kitüntetés viselésére jogosító igazolványon mind a hozzátartozó, mind az elesett nevét feltüntették.

### Tűzkereszt sebesülteknek és hadirokkantaknak
Az alapszabályok értelmében a Tűzkereszt szalagján a sebesülések számát is jelezték, mégpedig egy-egy 3 mm széles nikkelezett fémpánttal, amit a kitüntetés szalagján vízszintesen, a szalagsávon függőlegesen helyezték el. Öt vagy annál több sebesülés esetén egy szélesebb, aranyszínű pántot tettek a szalagra, amelybe a sebesüléseket jelző számot vésték bele. A sebesülések számát az igazolványon is feltüntették. Az elismerés helyettesítette a korábbi Hadirokkant jelvényt, úgyhogy a jelvény miniatűrjét a szalagsávon viselték.

### Viselése egyenruhán

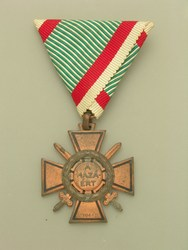
I. osztályú Tűzkereszt kardokkal

Viselni a mellkason a felső zubbonyzseb felett kitűzve vagy szalagsávon lehetett betartva az előirt sorrendet. A kitüntetést úgy kellett feltűzni, hogy annak alsó széle a zsebtakaró felső szélét érintse, középvonala pedig a zsebtakaró középvonalával egybeessen. A kitüntetés viselését a jelenleg hatályos szabályozás nem engedi meg.

## Ajánlott irodalom
- Makai Ágnes, Héri Vera. Kereszt, Érem, Csillag – Kitüntetések a magyar történelemben [archivált változat]. Helikon Kiadó (2002). ISBN 9789632087580. Hozzáférés ideje: 2010. október 24. [archiválás ideje: 2010. január 2.]
- Fekete Ferenc, Baum Attila. A Magyar Királyság kitüntetései 1920-1945 [archivált változat]. Hermanos Kiadó (2010). ISBN 978-963-88959-0-5. Hozzáférés ideje: 2010. október 24. [archiválás ideje: 2010. december 8.]